# 厚東川
厚東川（ことうがわ）は、山口県の主に美祢市（旧：秋芳町）と宇部市を流れる二級水系の本流。

## 地理
山口県美祢市（旧：秋芳町）北部の桂木山に発し、秋吉台の中央部を南へ流れる。秋芳洞より流れ出る稲川、厚東川水系最大の支流大田川などを合わせた後、小野湖（厚東川ダム）を経て、宇部市で周防灘へ注ぐ。
支流の白水川の谷頭は秋吉台の西台東麓に湧く白水の池（白水の池の穴）であるが、ここに流れ出る地下川系は美祢市於福の西台西端に達し、厚狭川への河川争奪を始めている。
1942年に山口県に大きな被害を出した周防灘台風の際には、この川で堤防が決壊したことにより、流域での浸水被害をより拡大させた。

## 支流
- 日峰川
- 青景川（〜竜元洞地下川系〜三角田川）
- 河原上川
- 白水川（〜白水の池の穴地下川系）
- 稲川（〜秋芳洞地下川系）
- 本郷川
- 黒川
- 大田川
- 甲山川

## 流域の自治体
山口県
美祢市（旧：秋芳町・美東町）、宇部市

## 主な橋梁
| - 小野大橋（山口県道230号伊佐吉部山口線） - 二俣瀬橋（国道2号） - 田ノ小野橋（国道490号） - 持世寺橋（山口県道219号西岐波吉見線） - 山陽厚東川橋（山陽自動車道宇部下関線） | - 沖の旦橋（山口県道342号琴芝際波線） - 琴川橋（市道） - 厚東川大橋（国道190号） - 厚東川新橋（宇部湾岸道路、山口県道6号山口宇部線、山口県道354号妻崎開作小野田線） - 興産大橋（宇部伊佐専用道路） |

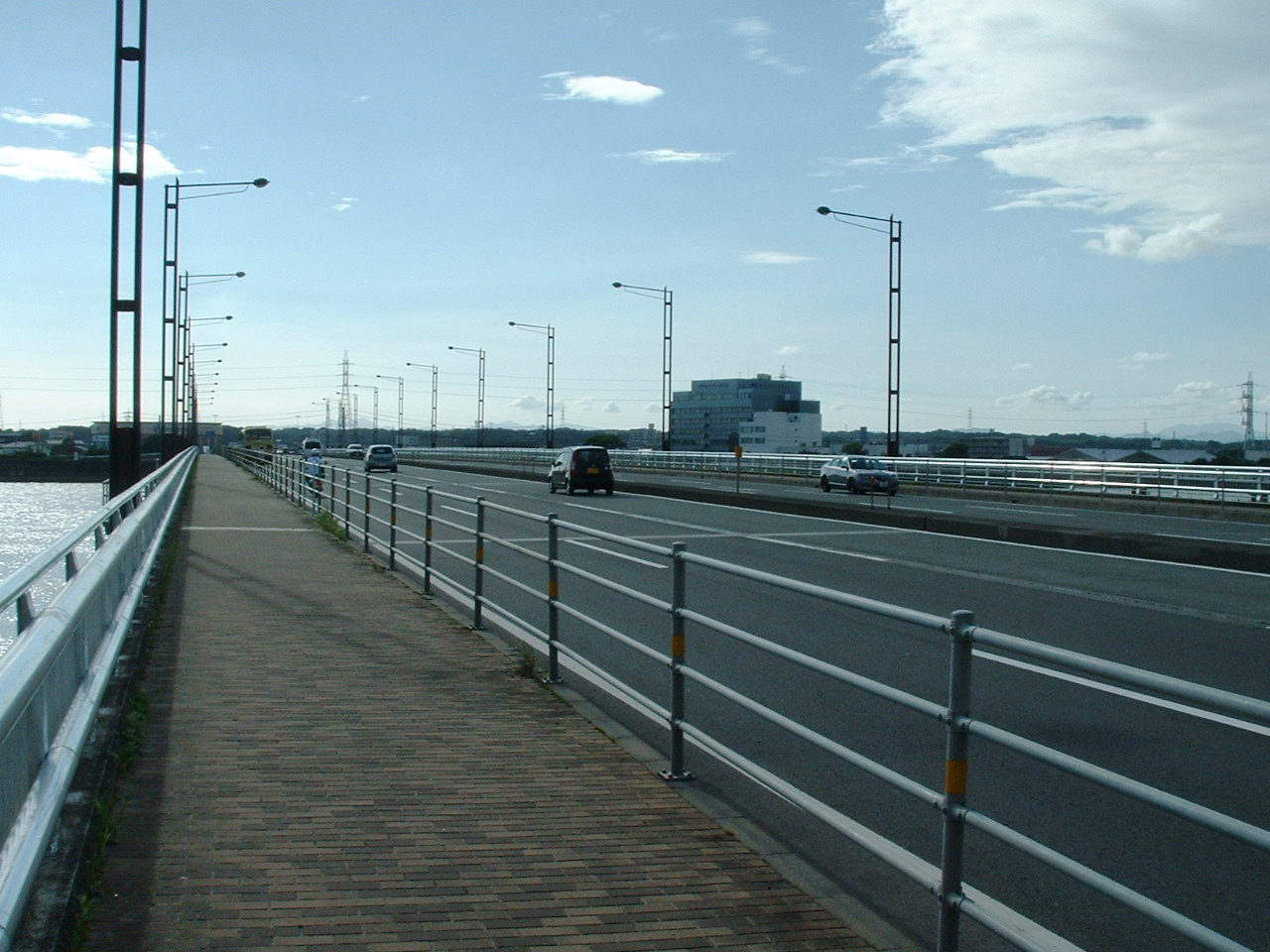
厚東川大橋
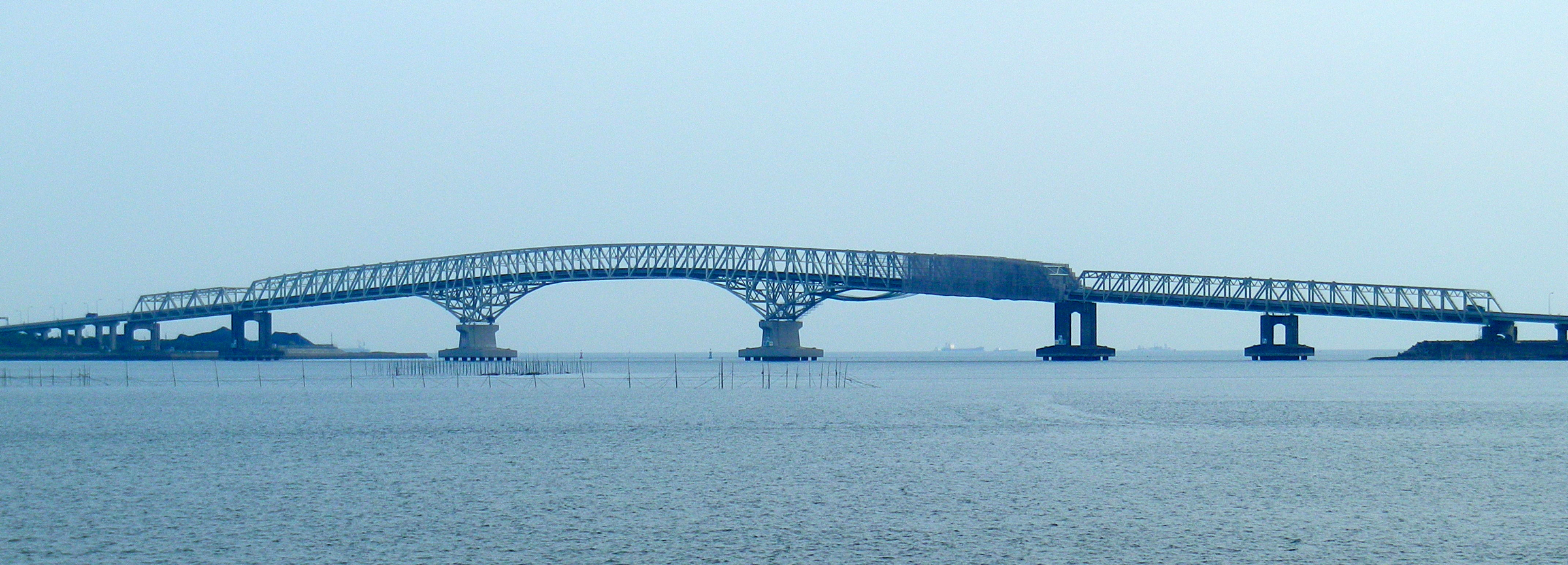
興産大橋